# NGC 396
NGC 396 is een spiraalvormig sterrenstelsel in het sterrenbeeld Vissen. Het hemelobject werd op 27 oktober 1864 ontdekt door de Duitse astronoom Albert Marth.

## Synoniemen
- PGC 99944